# Historia de la selección de rugby de Nueva Zelanda

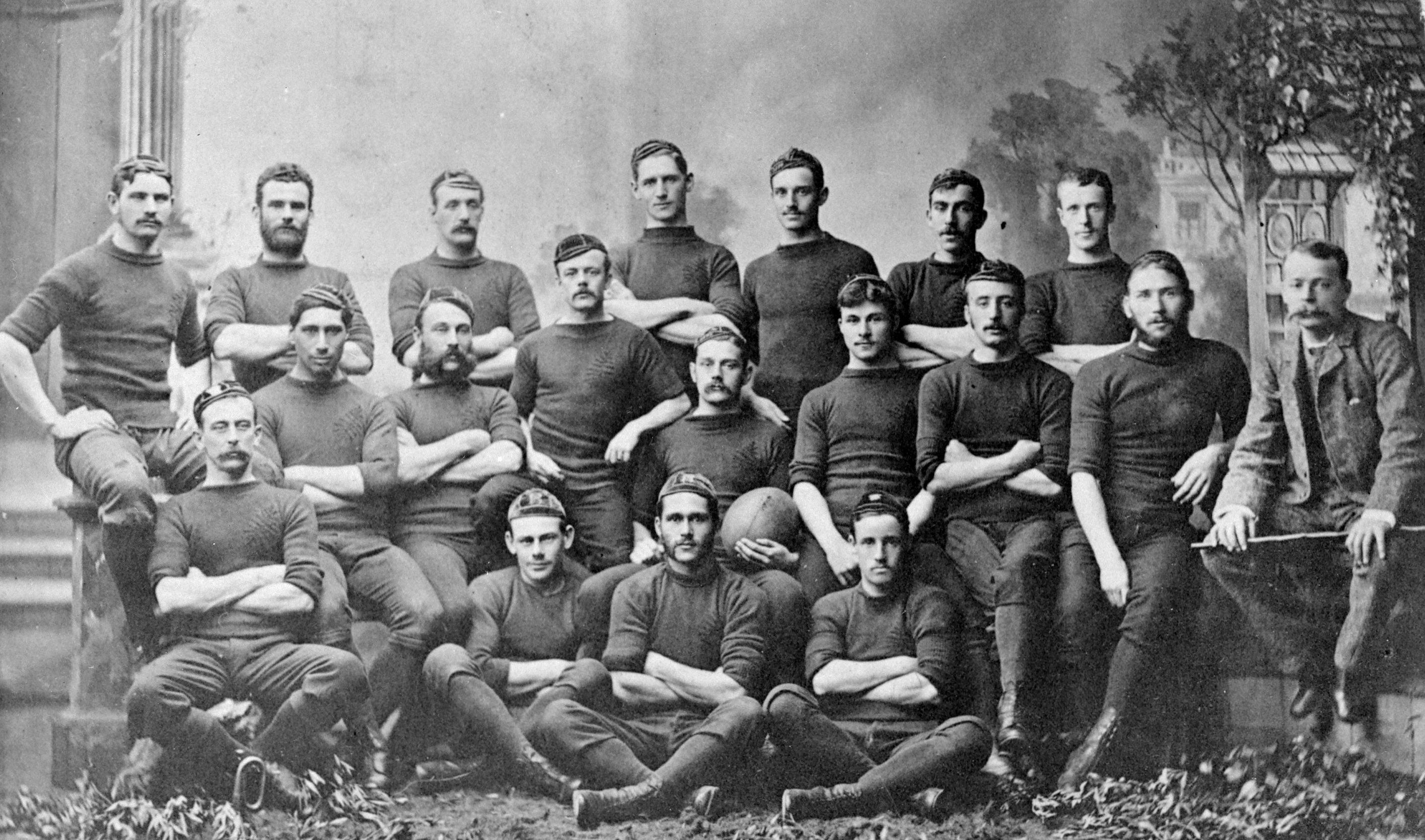
El equipo que partió de gira a Australia en 1884.

La historia de la selección de rugby de Nueva Zelanda inicia con los New Zealand Natives.

## Introducción del rugby en Nueva Zelanda
El rugby fue introducido en Nueva Zelanda por Charles Monro en 1870; Monro descubrió el deporte mientras completaba sus estudios en Christ's College, Finchley, Inglaterra. El primer partido documentado en Nueva Zelanda tuvo lugar en mayo de 1870 en Nelson entre el Nelson club y el Nelson College. La primera federación provincial, la Canterbury Rugby Football Union, se formó en 1879, y en 1882 los primeros internacionales de Nueva Zelanda se jugaron cuando New South Wales (NSW) hizo una gira por el país. NSW no se enfrentó a un equipo representativo de Nueva Zelanda sino con siete equipos provinciales y los que iban de gira ganaron cuatro de los siete partidos. Dos años más tarde el primer equipo neozelandés que viajó al extranjero hizo una gira por Nueva Gales del Sur; allí, Nueva Zelanda ganó sus ocho partidos.
Un equipo británico organizado privadamente, que más tarde se convertiría en los British and Irish Lions, fue de gira por Nueva Zelanda en 1888. No se jugó ningún test match, y el equipo solo se enfrentó a equipos provinciales. Los jugadores británicos fueron escogidos principalmente del Norte de Inglaterra, pero había representantes de Gales y de Escocia.

### El rugby neozelandés y la cultura maorí
El rugby fue introducido en Nueva Zelanda en los últimos años de la Guerra de las Tierras de Nueva Zelanda (1845–1872), en la que el Imperio británico derrotó al pueblo maorí, confiscó sus tierras ancestrales y consolidó el régimen colonial. Para entonces existía una extendida creencia que el pueblo maorí estaba en vías de extinción. Mientras que en 1840 la población europea (pākehā) era de 2000 individuos frente a 50.000-70.000 maoríes, en 1860 la población europea había aumentado a 50.000 personas, mientras que la población maorí había descendido a 37.520, según el censo de 1870. El censo de 1896 contó 42 113 maoríes, cuando los europeos superaban los 700 000 individuos. Pese a ello el pueblo maorí no se extinguió, ni se diluyó étnicamente, y preservó su cultura e identidad.
Cuando las autoridades coloniales británicas tomaron conciencia que el pueblo maorí no se extinguiría, impulsaron una política de difundir el rugby entre los varones maoríes. El rugby se desarrolló rápidamente entre los maoríes, ocupando un lugar central en las escuelas, adquiriendo características propias relacionadas con su identidad cultural, la voluntad de ser reconocidos, la modalidad propia de las masculinidad maorí y la figura tradicional del guerrero.
La importancia del rugby maorí permitió que en 1888 se formara la Selección de Nativos de Nueva Zelanda, integrada mayoritariamente por jugadores maoríes, que realizó ese año y el siguiente una gira por Australia, Gran Bretaña e Irlanda, disputando 107 partidos de los que ganaron 78. Los Nativos fueron el primer equipo neozelandés de realizar el haka y utilizar un uniforme todo negro. Una sus figuras fue el maorí Thomas Ellison, que en 1893 fue designado capitán del seleccionado neozelandés de rugby formado para realizar la gira por Australia.

### Comienza la competición internacional
En 1892, tras la elección de los administradores provinciales por Ernest Hoben, se formó la New Zealand Rugby Football Union (NZRFU) por la mayoría de las federaciones provinciales de Nueva Zelanda, pero no incluyeron Canterbury, Otago o Southland. El primer equipo neozelandés sancionado oficialmente fue de gira por Nueva Gales del Sur en 1893, donde el equipo capitaneado por Thomas Ellison ganó nueve de sus diez partidos. Al año siguiente Nueva Zelanda jugó el primero de sus partidos "internacionales" en casa, perdiendo 8–6 frente a Nueva Gales del Sur. El primer test match verdadero del equipo tuvo lugar contra Australia el 15 de agosto de 1903 en el Sydney Cricket Ground enfrente de más de treinta mil espectadores, y el resultado fue una victoria 22–3.

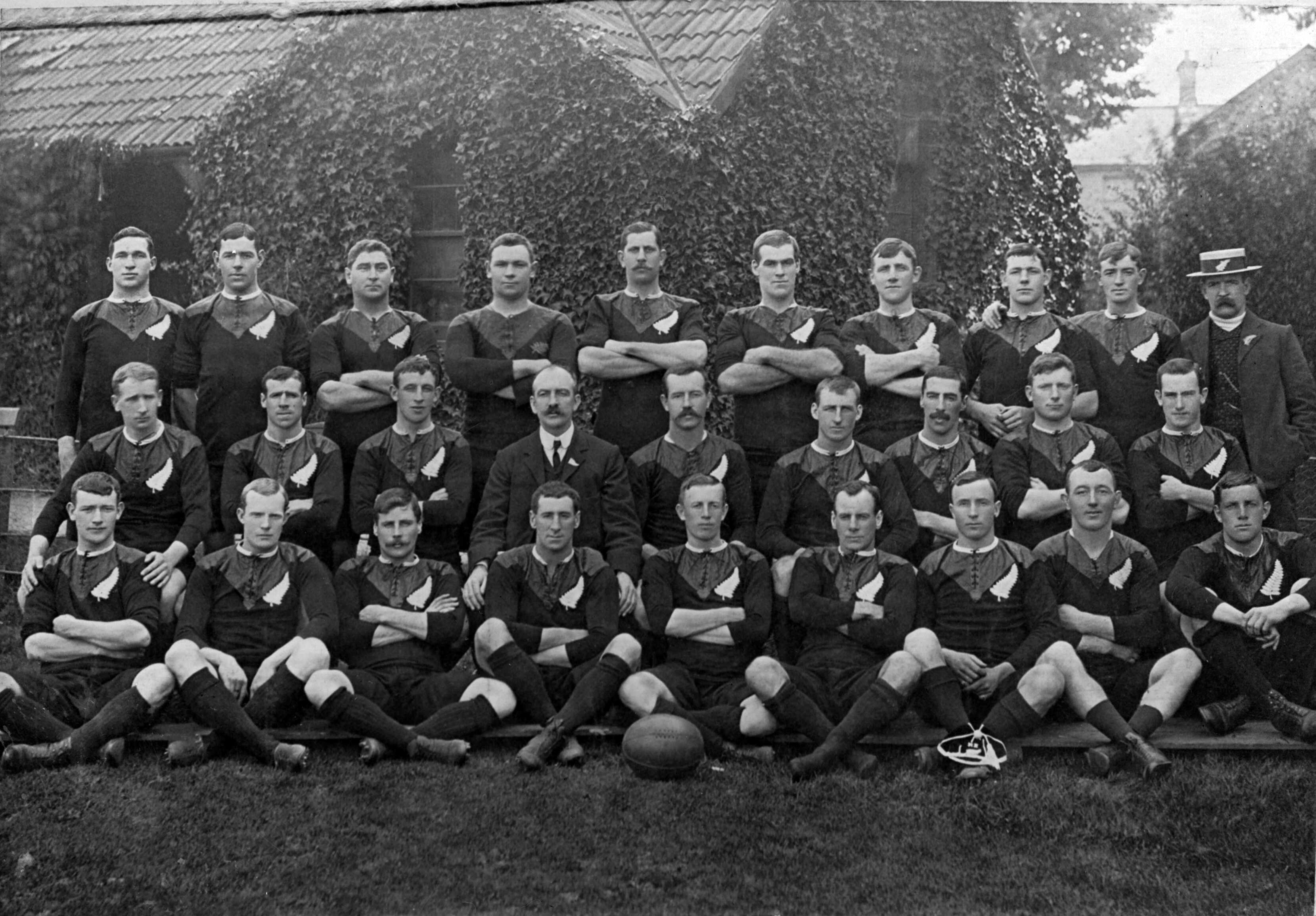
Plantel de los Original All Blacks de gira por las islas británicas, Francia y los Estados Unidos durante los años 1905-06. El equipo ganó 34 de sus 35 partidos.

En 1905, una selección nacional de jugadores neozelandeses realizó una gira por las islas británicas primero, que posteriormente se extendió a Francia y América. Es un equipo que hoy en día es conocido como los Originals. En esta gira se enfrentó contra lo más selecto de los clubes ingleses, galeses, escoceses e irlandeses de rugby, así como a los poderosos combinados nacionales. La gira duró más de seis meses (septiembre 1905 - febrero 1906) y los denominados The Originals, disputaron 35 partidos, y solo perdieron uno, 3-0, contra Gales en Cardiff. El enfrentamiento ha entrado en el folklore de ambos países debido a una controversia sobre si el neozelandés Bob Deans anotó un ensayo que habría significado un empate.
La impresión que dejaron en la patria del rugby fue tan grande, que desde entonces Nueva Zelanda ha sido interrumpidamente considerada como una de las más grandes potencias del rugby. Contrastando con el éxito de los Originals sobre el terreno de juego, el equipo suscitó cierta hostilidad en el establishment rugbístico de las Home Nations; tanto los administradores como la prensa se quejaron de que los All Blacks no jugaban el juego dentro del espíritu amateur y propio de caballeros que promocionaba la International Rugby Football Board. Esta queja se siguió haciendo de todos los equipos neozelandeses hasta los años 1930.
Durante esta gira, además, se fraguó el nombre que hoy en día recibe la selección de Nueva Zelanda, los All Blacks ('todos negros'). También existe la teoría sobre el nombre de "All Blacks" como una degeneración de la expresión "All Back", como referencia a que los jugadores volvieron a Nueva Zelanda después de su gira triunfal. Contrariamente a lo que se cree, este nombre no se debe a la indumentaria que llevaban los jugadores de Nueva Zelanda, sino a la peculiar forma de entender el rugby de sus jugadores, pues según el miembro del equipo Billy Wallace, un periódico de Londres señaló que los neozelandeses jugaban como si fueran "All Backs" (todos zagueros), dispuestos a jugar "a la mano". Esta característica del juego, vigente aún hoy en día en Nueva Zelanda, hace de los All Blacks un referente en el rugby. Wallace señaló que, debito a un error tipográfico, las posteriores referencias se hicieron a los "All Blacks". Este relato es, probablemente, un mito, posiblemente el equipo fuera ya llamado los Blacks antes de abandonar Nueva Zelanda. Incluso aunque el nombre All Blacks lo más probable es que existiera antes de este viaje, la gira lo popularizó. El nombre había aparecido antes en un periódico neozelandés en 1904.
En Nueva Zelanda, nadie era consciente que un grupo de jugadores de rugby había ido a Inglaterra a demostrar sus habilidades. A medida que los mejores clubes ingleses iban siendo derrotados por resultados escandalosos y las noticias de lo que sucedía iban filtrándose poco a poco en los diarios, un sentimiento de unión nacional en torno a aquel equipo fue forjándose, llegando a convertir a aquellos Originals en auténticos héroes a su regreso.
Además, el único partido perdido por Nueva Zelanda, ante Gales, inició una de las más grandes rivalidades en el rugby, puesto que solo 7 selecciones nacionales (sin tener en cuenta a los British & Irish Lions) han sido capaces de derrotar a los All Blacks en un estadio de rugby: Inglaterra, Francia, Sudáfrica, Australia, Irlanda, Argentina y la citada Gales.
El éxito de los Originals tuvo incómodas consecuencias para la NZRFU amateur. En 1907, un equipo de jugadores profesionales fue reunido para hacer una gira por las islas británicas y jugar rugby league -un tipo de rugby profesional que se jugaba por clubes que se separó de la Rugby Football Union (RFU) de Inglaterra debido a desacuerdos sobre la compensación financiera para los jugadores. Cuando los All Golds, como pasó a ser conocido el equipo, regresó, establecieron el rugby league en Nueva Zelanda, y un gran número de jugadores se cambiaron al profesionalismo. Las autoridades inglesas y galesas se alarmaron ante la amenaza del profesionalismo del rugby en Nueva Zelanda, y en 1908 un equipo anglo-galés emprendió una gira por Nueva Zelanda para ayudar a promocionar los valores del amateurismo con el que ellos creían que debía jugarse el deporte. Para ellos, el amateurismo no solo era no jugar por dinero, sino también por otros aspectos; muchos en el rugby tradicional creían que: "Una excesiva ansia por ganar introducía un insano espíritu de competición, transformando una 'lucha fingida' para forjar el carácter en una 'lucha seria'. El entrenamiento y la especialización degradaban el deporte al nivel de un trabajo". El equipo de gira fue derrotado 2–0 en una serie de tres partidos por Nueva Zelanda, pero los anglo-galeses consiguieron un empate en el segundo enfrentamiento, 3–3.

### Desarrollo de un legado
El rugby internacional quedó suspendido durante la Primera Guerra Mundial, pero un equipo de los New Zealand Services compitió en una confrontación entre servicios conocida como la King's Cup ("Copa del Rey"). Después de marcharse de Europa, el equipo hizo una gira por Sudáfrica antes de regresar a Nueva Zelanda, y esa gira dio lugar a que un equipo sudafricano hiciera una gira por Nueva Zelanda en 1921. Los Springboks -que es como se conoce al equipo sudafricano- jugaron en Nueva Zelanda en una serie de partidos que terminaron todos en empate. Nueva Zelanda hizo una gira de nuevo por Sudáfrica en 1928, y de nuevo la serie de partidos acabó en empate; ambos equipos ganaron dos partidos cada uno de ellos.
El equipo All Black de gira por las islas británicas y Francia en 1924 fue denominado "los Invencibles" porque ganaron cada uno de los partidos. Sin embargo, el equipo se vio privado de un potencial Grand Slam cuando Escocia rechazó jugar con ellos debido a que estaban enojados porque la gira fue organizada a través de la RFU más que la IRFB. El primer equipo de las islas británicas en ir de gira por Nueva Zelanda desde 1908, lo hizo en 1930. Aunque los Lions ganaron el primer partido, el equipo local se reagrupó y ganó la serie 3–1.

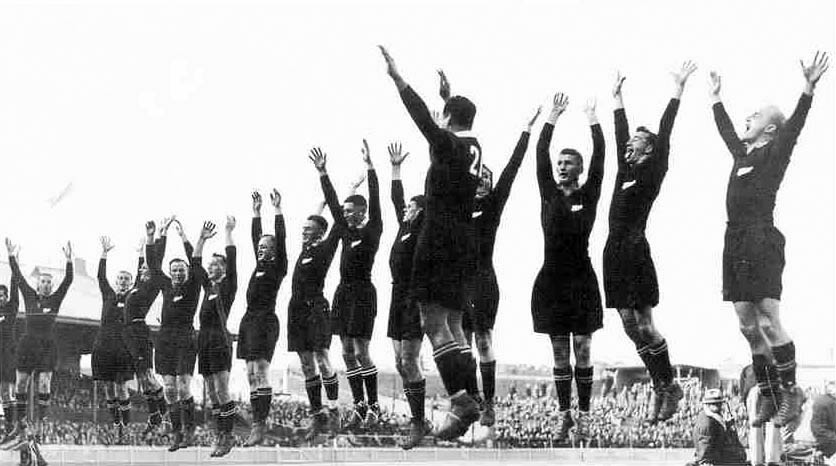
Los All Blacks haciendo el "haka" antes de un partido frente a Australia, en 1932.

A partir de 1932 y en honor de Charles Bathurst, primer vizconde de Bledisloe, a la sazón gobernador general de Nueva Zelanda, se inició una competición entre Australia y Nueva Zelanda, la llamada Bledisloe Cup. Hasta 1981 se disputó de forma irregular, sin un calendario preestablecido. 
Nueva Zelanda marchó de nuevo de gira por las islas británicas en 1935–36, perdiendo solo tres partidos en una gira de 30. En una de estas derrotas, son famosos los dos ensayos que anotó el príncipe Obolensky, con los que ayudó a Inglaterra a ganar 13–0; la primera victoria inglesa que tuvieron sobre Nueva Zelanda.
En 1937, Sudáfrica marchó de gira por Nueva Zelanda y ganó decisivamente la serie de partidos a pesar de perder el primer partido; este equipo sudafricano de 1937 ha sido descrito como el mejor equipo que nunca abandonó Nueva Zelanda. No fue hasta el año 1949 que Nueva Zelanda volvió a jugar contra los Springboks en una gira por aquel país con Fred Allen de capitán.  Aunque todos los partidos tuvieron un resultado estrecho, Nueva Zelanda perdió la serie 4–0. Como parte de la gira, un grupo de 26 All Blacks viajaron a Rodesia para dos partidos de exhibición. El equipo de Rodesia derrotó a los All Blacks 10–8 en Bulawayo, y luego empataron 3–3 en el siguiente partido en Salisbury.
Al mismo tiempo que un equipo All Black estaba de gira por Sudáfrica, Australia iba de gira por Nueva Zelanda. Las dos giras coincidieron porque los jugadores maoríes no podían ir a Sudáfrica en aquella época, lo que significa que los australianos jugaron contra un equipo neozelandés compuesto por los mejores maoríes y la reserva de jugadores no maoríes, mientras que los sudafricanos se enfrentaban a los mejores jugadores pākehā (no maoríes). En la tarde del 3 de septiembre Nueva Zelanda, capitaneada por Johnny Smith, fue derrotada 11–6 por Australia en Wellington. Nueva Zelanda luego perdió su segundo partido 16–9, que dio a Australia una serie de victorias en la Bledisloe Cup en Nueva Zelanda por vez primera. 1949 fue un annus horribilis para los All Blacks pues perdieron sus seis test matches, y la experiencia de jugar dos series de tests simultáneamente no se ha repetido.
Las dos serie perdidas consecutivamente frente a Sudáfrica hizo que se esperara con gran interés la gira de Sudáfrica de 1956 por Australia y Nueva Zelanda. Bob Duff era el capitán neozelandés y Bob Stuart el entrenador, y su serie victoriosa 3–1 fue la primera sobre los Springboks y la primera vez que los Springboks perdían una serie en ese siglo. Durante las series, Nueva Zelanda presentó a Don Clarke, y sacó al pilar Kevin Skinner de su retiro para ayudar a asegurar la victoria. Skinner, un anterior campeón de boexeo, se había retirado del rugby internacional, pero le convencieron para que regresara para los partidos tercero y cuarto. Una de las razones por las que se seleccionó a Skinner fue para "poner orden" sobre los pilares sudafricanos, mientras que Clarke pasó a ser conocido como "La bota" por su acierto a la hora de patear.
La victoria 3–1 en una serie contra los Lions en 1959 fue el comienzo de un periodo de dominación en el rugby All Black. A esto le siguió una gira en 1963–64 por Gran Bretaña e Irlanda, liderada por Wilson Whineray, en la que Nueva Zelanda se vio privada de un Grand Slam al empatar con Escocia sin puntos. La única derrota en esta gira fue frente a Newport RFC, que ganó 3–0 en Rodney Parade, Newport el 30 de octubre de 1963. El equipo de 1967 ganó tres tests contra las naciones británicas, pero fue incapaz de jugar frente a Irlanda debido al temor a la fiebre aftosa. Esta gira formó parte de la racha de victorias más larga de Nueva Zelanda, entre 1965 y 1970, de 17 victorias en tests. Fue también la más larga racha de victorias en tests de cualquier nación en aquella época; lo igualarían los Springboks en 1998, y superada por Lituania en 2010, claro que, a diferencia de Sudáfrica y Nueva Zelanda, Lituania no tuvo que jugar con ningún equipo del Tier 1 o Tier 2. Aunque los Lions de 1966 fueron derrotados 0–4 en su gira por Nueva Zelanda, cambió la suerte cinco años más tarde cuando los Lions de 1971, bajo la capitanía del galés John Dawes, que derrotaron a Nueva Zelanda en una serie de tests, en lo que es hasta la fecha la única serie ganada por los Lions en Nueva Zelanda.
En la gira de 1972–3 perdieron por poco el Grand Slam al empatar con Irlanda. La gira fue famosa por enviar a casa al pilar Keith Murdoch, implicado en una pelea en un hotel de Cardiff mientras celebraba la derrota de Gales.
En 1978, Graham Mourie capitaneó Nueva Zelanda en su primer Grand Slam, que incluyó una victoria 13–12 sobre Gales. ese partido generó controversia después de que Nueva Zelanda ganase como resultado de un golpe de castigo tardío. Su única pérdida en la gira fue la famosa derrota 12–0 frente a la provincia irlandesa de Munster en Thomond Park. Más tarde se escribió una obra sobre esta derrota, por parte del dramaturgo John Breen, titulada Alone it Stands.

### Giras controvertidas

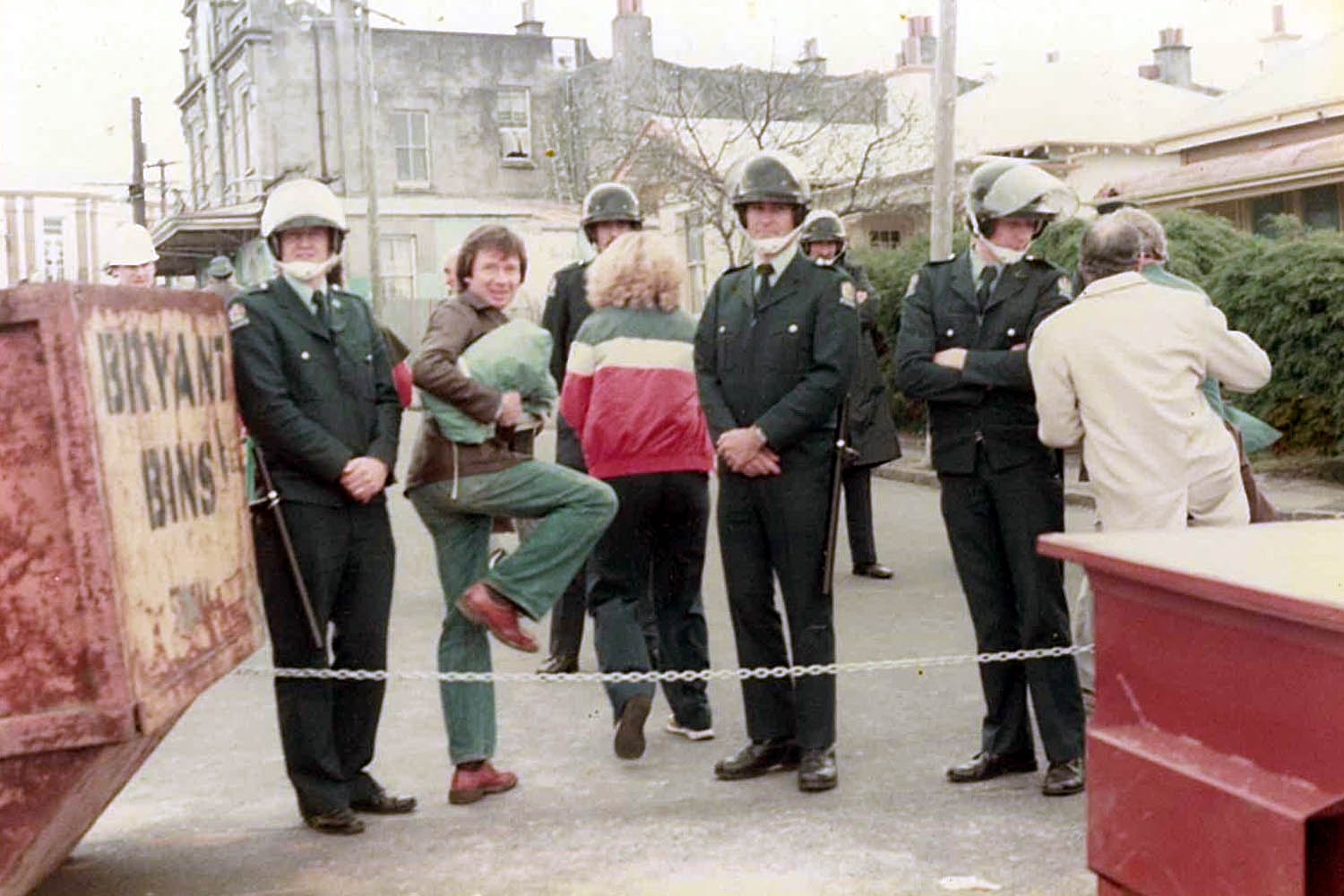
La policía en el exterior de Eden Park antes del partido de los All Blacks durante la gira de los Springboks de 1981

La gira de los All Blacks en 1976 All Blacks por la Sudáfrica del apartheid generó gran controversia, y llevó al boicot de los Juegos Olímpicos de Montreal 1976 por parte de 28 naciones africanas después de que el COI rechazara prohibir al equipo. Nueva Zelanda de nuevo fracasó y fue incapaz de ganar la serie de partidos en Sudáfrica: no lo lograron hasta 1996, después de la caída del apartheid. La gira de 1976 contribuyó a que se adoptara el Acuerdo de Gleneagles por los jefes de Estado de la Commonwealth en 1977.
A partir de 1981 y hasta 1995 se disputó la Copa Bledisloe de forma anual a doble partido. 
La gira de Sudáfrica de 1981 por Nueva Zelanda suscitó protestas contra la política de apartheid sudafricana, como no se vieron desde las huelgas de 1951. La NZRU había invitado a los Springboks a una gira al tiempo que el gobierno de Muldoon rechazaba mezclar política y deporte. Aunque Nueva Zelanda ganó la serie de enfrentamientos, dos de los equipos provinciales fueron cancelados y toda la gira estuvo ensombrecida por la violencia y la protesta. El tercer y último test encuentro de la gira es a veces conocido como "el partido de la bomba de harina", pues un activista anti-apartheid en un avión ligero Cessna arrojó folletos, balizas, un banderín sujeto a un paracaídas que decía "Biko" y bombas de harina sobre el Eden Park de Auckland a lo largo del partido, cayendo sobre un jugador neozelandés. Durante la gira el país experimentó agitación, y la gira tuvo un impacto significativo sobre la sociedad neozelandesa.
La gira de 1985 de los All Blacks por Sudáfrica fue cancelada después de una acción legal sobre la base de que ello quebraría la constitución de la NZRU. En 1986, una gira rebelde a Sudáfrica tuvo lugar sin la autorización de la NZRU y el equipo, llamado los Cavaliers, incluyó a muchos All Blacks. Aquellos que participaron en la gira fueron sancionados con dos tests por la NZRU cuando regresaron a Nueva Zelanda. Se alegó que los jugadores habían sido pagados para que hicieran la gira, pero eso no se probó nunca.
A partir de 1995, y con el fin de la exclusión de Sudáfrica de las competiciones deportivas a nivel internacional, se introdujo el torneo Tri Nations, a imagen del Torneo de las Seis Naciones pero incluyendo a las tres mejores selecciones nacionales del hemisferio sur: Australia, Nueva Zelanda y Sudáfrica. La Bledisloe Cup se dirime en los dos partidos entre Nueva Zelanda y Australia del Torneo Tri Nations. En el 2012, y luego de la inclusión de la Argentina, el Torneo Tri Nations pasó a llamarse Rugby Championship.

### Primeras Copas Mundiales
En 1987, se celebró la primera Copa del Mundo de rugby, en Nueva Zelanda. Los All Blacks, claros favoritos, se adjudicaron sin demasiada oposición la Copa del Mundo derrotando a Francia en la final 29-9 en la final en Eden Park, Auckland. Nueva Zelanda solo concedió 52 puntos y anotó 43 ensayos en seis juegos en su camino hacia el título, derrotando a Italia, Fiyi, Argentina, Escocia, Gales y Francia.
Para la Copa Mundial de Rugby de 1991 Nueva Zelanda era un equipo envejecido, entrenado al alimón por Alex Wyllie y John Hart. Después de derrotar a los anfitriones Inglaterra en el i¡partido inaugural del torneo, pelearon durante la fase de grupos contra los Estados Unidos e Italia, y ganó los cuartos de final contra Canadá. Fueron entonces derrotados por quien sería a la postre ganadora, Australia, 16–6 en la semifinal en Lansdowne Road. Tras el torneo se produjeron muchas retiradas, incluyendo la del entrenador Wyllie, quien había disfrutado de un porcentaje de victoria del 86% durante 29 tests.
Laurie Mains reemplazó a Wyllie en 1992, y se le dio el trabajo de preparar al equipo para el acontecimiento de 1995 en Sudáfrica. Nueva Zelanda fue de nuevo una de las favoritas para llevarse el campeonato. Su estatus como favoritos fue reforzada cuando un joven Jonah Lomu anotó cuatro ensayos contra Inglaterra en la victoria de semifinales 45–29. En la final contra Sudáfrica, fue necesaria una prórroga, para caer al final derrotados 15-12 gracias a un drop de Joel Stransky.

## Profesionalismo
La era profesional del rugby comenzó en 1995, alentada por la creación del grupo SANZAR (una combinación de Sudáfrica, Nueva Zelanda y Australia) que se formó con el propósito de vender los derechos de retransmisión de dos nuevas competiciones, la competición doméstica Super 12 y el Tres Naciones. El primer Torneo de las Tres Naciones se disputó en 1996, con Nueva Zelanda ganando sus cuatro partidos para alzarse con el trofeo. Después de un partido del Tres Naciones de 1996 acogida por Sudáfrica, ganado 29–18 por Nueva Zelanda, precedió a una serie de tres partidos separados entre los dos equipos. Con el nuevo entrenador John Hart y la capitanía de Sean Fitzpatrick, Nueva Zelanda ganó una serie de test en Sudáfrica por vez primera. Fitzpatrick consideró la victoria en las series más alto que la victoria en la Copa Mundial de 1987 en la que él había participado.
Las siguientes tres temporadas vio resultados mixtos para Nueva Zelanda, que ganó todos los tests del Tres Naciones en 1997 antes de perder el título por vez primera en 1998. En 1998 Nueva Zelanda perdió los cinco tests en el Tres Naciones y la Bledisloe Cup (dos con Sudáfrica y tres con Australia), la primera vez que perdían cuatro tests seguidos desde 1949. Al año siguiente dufrieron su peor pérdida en un test, 28–7 respecto a Australia en Sídney. En la Copa Mundial de Rugby de 1999 más tarde ese año, los All Blacks dominaron su grupo, infligiéndole a Inglaterra una derrota 30–16 en Twickenham. Superaron a Escocia 30–18 en cuartos de final, para jugar contra Francia en Twickenham. Después de que Nueva Zelanda terminara la primera mitad 17–10 por delante, Francia entonces produjo una famosa mitad de rugby para la que Nueva Zelanda no tenía respuesta, ganando 43–31. Hart posteriormente dimitió como entrenador y fue reemplazado por los entrenadores conjuntos Wayne Smith y Tony Gilbert.
Bajo Smith y Gilbert, Nueva Zelanda quedó segunda en el Tres Naciones de 2000 y 2001, y en ninguna de esas temporadas el equipo consiguió la Bledisloe Cup, que había perdido en 1998. Ambos entrenadores fueron reemplazados por John Mitchell el 3 de octubre de 2001, y fue a entrenar a Nueva Zelanda a la victoria tanto en el Tres Naciones de 2002 como en el de 2003, así como recuperando la Bledisloe Cup en 2003. Los All Blacks entraron en la Copa Mundial de Rugby de 2003 como una de las favoritas y dominaron su grupo, consiguiendo victorias contra Italia, Canadá y Tonga, antes de ganar uno de los partidos más competitivos del torneo contra Gales. Derrotaron a Sudáfrica en cuartos de final, un equipo al que nunca habían vencido en la Copa Mundial, 29–9, pero perdió frente a Australia 22–10 en la semifinal en Sídney. Después, Mitchell tuvo que volver a presentarse como entrenador, pero la NZRU en lugar de eso, nombró a Graham Henry.

### La época de Henry
El mandato de Henry comenzó en 2004 con una doble victoria sobre los ganadores de la Copa Mundial de Rugby de 2003, Inglaterra. Los dos partidos tuvieron un total de 72–15, e Inglaterra fue incapaz de conseguir ningún ensayo. A pesar de ese exitoso comienzo de la etapa Henry, el Tres Naciones fue un éxito ambiguo con dos victorias y dos derrotas. La competición fue la de más estrecho margen, decidiendo el resultado por los puntos bonus, y Nueva Zelanda terminó la última. La temporada de 2004 terminó con tres victorias en Europa, incluyendo una victoria récord de 45–6 sobre Francia.
En 2005 Nueva Zelanda dejó en blanco a los British and Irish Lions en gira durante su serie de tres tests, ganó el torneo de Tres Naciones, y logró un segundo Grand Slam sobre las Home Nations por vez primera desde 1978. Arrasaron en los principales premios IRB (ahora World Rugby) en la que fueron nombrados: Equipo del Año, Henry fue escogido Entrenador del Año, y primer cinco-octavo Daniel Carter fue Jugador del Año. Nueva Zelanda fue nominado para el Premio Laureus en 2006 por su actuación en 2005. Al año siguiente de nuevo empezó ganando en el Tres Naciones: ganaron sus primeros cinco test matches, tres contra Australia y dos contra Sudáfrica; perdieron el partido final de la serie contra Sudáfrica. Completaron su gira de fin de año invictos, con récord de victorias fuera de casa sobre Francia, Inglaterra y Gales. Nueva Zelanda fue elegida Equipo del Año 2006 y fueron nominados para el premio Laureus por segunda vez, mientras que el ala Richie McCaw fue elegido Jugador del Año de la IRB por vez primera.
En el Tres Naciones de 2007 Nueva Zelanda sufrió una derrota frente a los Wallabies, la primera desde 2004, pero consiguieron defender su trofeo tres Naciones. Acudieron a la Copa Mundial de Rugby de 2007 como favoritos, de nuevo, y fueron los primeros de su grupo. Sin embargo, sufrieron una derrota frente a los anfitriones Francia en el partido de semifinales en Cardiff. Tras la derrota, el trabajo del entrenador Graham Henry fue confirmado en su cargo entre debates y comentarios, a pesar de que quien entonces era entrenador de los Crusaders, Robbie Deans, era un gran rival para el cargo.

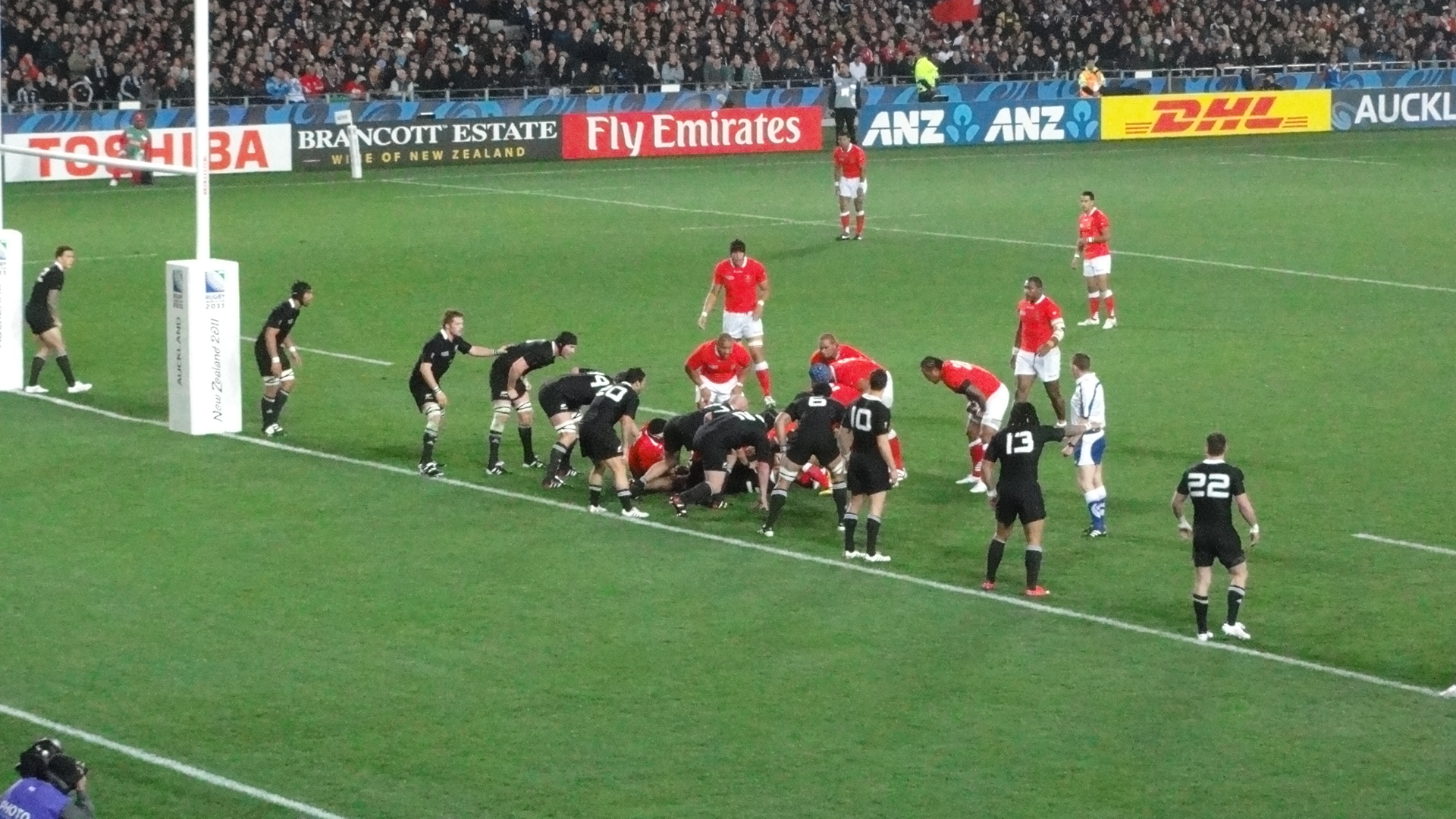
Nueva Zelanda jugando frente a Tonga en la Copa Mundial de Rugby de 2011.

 Nueva Zelanda empezó su primer partido del tres Naciones contra Sudáfrica en Westpac Stadium en Wellington ganando 19–8 pero una semana más tarde en Carisbrook en Dunedin perdieron frente a Sudáfrica 28–30, acabando una racha de 30 partidos seguidos ganando en casa, su anterior pérdida en Nueva Zelanda fue contra Inglaterra en 2003. Nueva Zelanda jugó su siguiente partido del Tres Naciones el 26 de julio contra Australia en Stadium Australia de Sídney, perdiendo 34–19 pero una semana más tarde contra Australia en Eden Park en Nueva Zelanda ganó 39–10. La mayor victoria de Nueva Zelanda en la temporada de 2008 fue frente a Sudáfrica, 19–0 en su casa, Newlands Stadium. Nueva Zelanda jugó su partido final el 13 de septiembre contra Australia en el Suncorp Stadium de Brisbane ganando 28–24 y conservando la Bledisloe Cup y el Tres Naciones.
Los All Blacks fueron segundos en el Torneo de las Tres Naciones de 2009, por detrás de Sudáfrica que perdió solo un partido, y acabó la serie con una victoria 33–6 sobre Australia en Wellington.
En 2010 los All Blacks ganaron las Tres Naciones por décima vez después de tres victorias sucesivas sobre Sudáfrica, conservando también la Bledisloe Cup después de victorias consecutivas sobre Australia. Durante 2010 Nueva Zelanda permaneció invicta a lo largo de 15 test matches.
A pesar de perder el Torneo de las Tres Naciones de 2011 tras ser derrotados por Australia en Brisbane, entró en la Copa Mundial de Rugby de 2011 como una de las favoritas. Los All Blacks pasaron por la fase de grupos invictas, y después de derrotar a Argentina, y luego a Australia, se enfrentó a Francia en la final. La final se jugó en Eden Park, y Nueva Zelanda salió ganadora venciendo a Francia en la final del torneo por 8 a 7, tras anotar un ensayo y pasar un golpe de castigo. Henry cesó como entrenador después de la Copa del Mundo, y fue reemplazado por su asistente, Steve Hansen.

### Era Hansen
El Torneo de las Tres Naciones se expandió para incluir a Argentina en 2012, y en consecuencia se le renombró como Rugby Championship. Los All Blacks quedaron invictos en el torneo inaugural, y pasaron el año así hasta su último partido del año, donde perdieron frente a Inglaterra en Twickenham.
En 2013 Nueva Zelanda fue anfitriona de Francia en una serie de tres test matches, su primer encuentro desde la final de la Copa Mundial de 2011. Ganaron los tres tests, antes de ir invictos a la Rugby Championship 2013. En noviembre de 2013, Nueva Zelanda se convirtió en la primera nación de rugby en la época profesional en lograr un récord del 100% en un año. Nueva Zelanda ganó el Rugby Championship 2014, pero con una derrota ante Sudáfrica que interrumpió su racha de 22 partidos invictos.
Al año siguiente, en un formato reducido que obedece a la disputa de la Copa Mundial de Rugby, quedó subcampeona del Rugby Championship, luego de perder ante Australia. A continuación obtuvo la Copa Mundial de manera invicta, con victorias ante Francia y sus tres rivales del sur. Fue nombrada "Selección de año" al convertirse en la primera que defiende con éxito el título.